# 宋戴公
宋戴公（？—前766年），子姓，名白（前799年—前766年在位），又名撝，字武莊，在位期間由正考父輔佐，其後子孫为宋国贵族，演变为多支家族，以“戴氏”为统称。战国时代，戴氏的一支夺取宋国君位，史称“戴氏取宋”。据史籍《姓氏考略》、《资治通鉴音注》等记载，宋戴公字武莊，其部份後代以先祖名字為姓，形成了莊姓的一支。